# Arrows
Arrows was een Brits Formule 1-team, dat deelnam aan het kampioenschap tussen 1978 en 2002. Van 1991 tot 1996 nam het team deel onder de naam Footwork.

## Actieve jaren

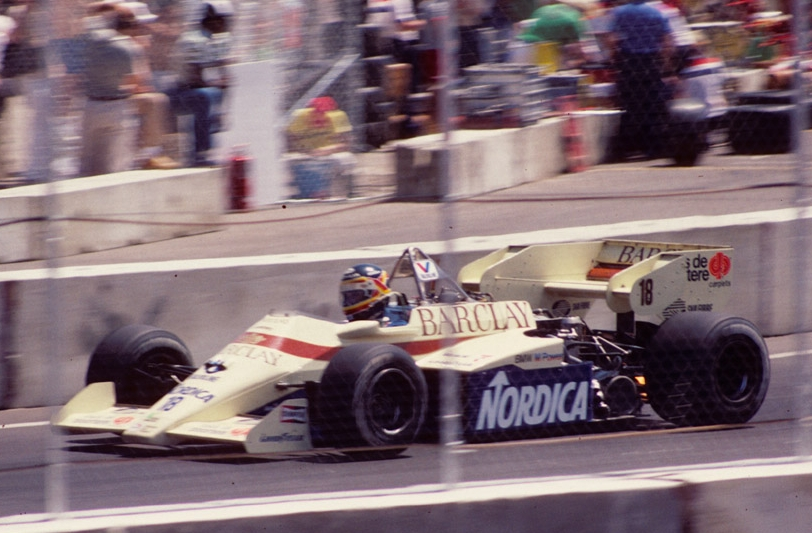
Boutsen in 1984.

Het team werd opgericht in november 1977 door de Italiaanse zakenman Franco Ambrosio, voormalige coureurs Alan Rees en Jackie Oliver, Dave Wass en Tony Southgate. De teamnaam is gebaseerd op de eerste letters van hun achternamen. Het team had zijn basis in Milton Keynes. De eerste wagen was een kopie van collega Formule 1 team Shadow. Initieel zou het bedrijf van mede-oprichter Ambrosio als sponsor op de wagen staan, maar nadat deze werd gearresteerd voor fraude trok het team Warsteiner aan als hoofdsponsor.
Arrows startte zijn eerste seizoen drie maanden na hun oprichting met de rijders Riccardo Patrese en Rolf Stommelen. Oorspronkelijk zou Gunnar Nilsson voor het team rijden, maar doordat er teelbalkanker bij hem werd vastgesteld nam Stommelen over. Nilsson overleed enkele maanden later. Patrese, die de eerste vier jaar bij het team reed, boekte de eerste successen. Hij werd tweede tijdens de Grand Prix van Zweden tijdens het eerste seizoen en behaalde in de volgende jaren nog twee tweede plaatsen en een derde plaats.
Belgisch coureur Thierry Boutsen begon zijn Formule 1-carrière bij het team in 1983 en bleef vier jaar voor het team rijden. Ook hij behaalde een tweede plaats voor het team. Dankzij de BMW turbomotoren die het team vanaf 1984 in gebruik nam werd het negende in het kampioenschap in 1984 en achtste in 1985. Tijdens de Grand Prix van San Marino in 1985 reed hij op de derde plaats en viel zonder benzine net voor de finish uit. Hij kon zijn wagen over de finishlijn duwen en behield zo zijn derde plaats, maar na de race werd winnaar Alain Prost gediskwalificeerd omdat zijn wagen 2 kilogram onder het legale gewicht gewogen werd, waardoor Boutsen alsnog tweede werd. Het seizoen 1986 ging moeizaam van start nadat Dave Wass vertrok naar concurrent Benetton en de wagen te laat geleverd werd door het externe bedrijf die hun eerste carbon monocoque zou maken. Om deze problemen in de toekomst te vermijden nam het team Ross Brawn aan om de technische zaken te regelen en de volgende wagen te ontwikkelen.
De Amerikaan Eddie Cheever, die tussen 1987 en 1989 voor het team reed, behaalde twee keer een derde plaats en Gianni Morbidelli werd derde in Australië in 1995.
In de periode van 1991 tot 1996 heette het team Footwork. De Japanse zakenman Wataru Ohashi investeerde in Arrows en liet het team Footwork heten, totdat Tom Walkinshaw het team in maart 1996 kocht. Jos Verstappen haalde in Argentinië met een zesde plaats het laatste punt voor Footwork.
De coureur die het dichtst bij een overwinning kwam voor het team was Damon Hill. Nadat hij tijdens de Grand Prix van Hongarije in 1997 van de derde startplaats was vertrokken, reed hij aan het einde van de race comfortabel aan de leiding. Tijdens de laatste ronde kreeg hij technische problemen, waardoor de wagen erg vertraagde. Hij kon niet verhinderen dat Jacques Villeneuve hem in de laatste ronde voorbij reed en eindigde zo op een tweede plaats. Het werd meteen de laatste podiumplaats voor het team.
Nederlander Jos Verstappen reed in 2000 en 2001 voor het team en finishte drie keer in de punten.

## Einde
Na de Franse Grand Prix in 2002 konden de Cosworth-motoren niet meer betaald worden en verdween Arrows voor de rest van het seizoen. Door een gebrek aan middelen had het team moeite om te overleven en ondanks externe investeringen en de aankoop van onderdelen van Prost Grand Prix weigerde de FIA het inschrijvingsverzoek van Arrows voor het jaar 2003, waardoor het team verdween uit de Formule 1. De wagen, de intellectuele eigendomsrechten en de fabriek werden overgenomen door Minardi, die de wagen als concept gebruikte voor hun wagen voor het volgende seizoen.
Het team nam in 25 jaar deel aan 382 grote prijzen en heeft het weinig benijdenswaardige record van meeste gereden Grands Prix zonder overwinning. Vijf keer werd een Arrows-rijder tweede en vier keer derde tijdens een race.